# Edvald Boasson Hagen
Edvald Boasson Hagen (ur. 17 maja 1987 w Rudsbygd) – norweski kolarz szosowy.
Największe jego sukcesy to zwycięstwo w prestiżowym wyścigu jednodniowym zaliczanym do ProTour Gandawa-Wevelgem, dwukrotne zwycięstwo w klasyfikacji generalnej Eneco Tour (2009, 2011) oraz wygrane: 19. etap Tour de France w 2017, 6. i 17. etap Tour de France w 2011 roku oraz 7. etap Giro d’Italia dwa lata wcześniej.
Dwukrotnie startował w igrzyskach olimpijskich (2012, 2016).

## Najważniejsze osiągnięcia
2006
- 1. miejsce na 2., 5. i 7. etapie Tour de l’Avenir
- 2. miejsce w Colliers Classic

2007
- 1. miejsce w mistrzostwach Norwegii (jazda indywidualna na czas)
- 1. miejsce w Istrian Spring Trophy
  - 1. miejsce na 1. etapie
- 1. miejsce w Paris-Corrèze
- 1. miejsce w Ringerike GP

2008
- 1. miejsce na 3. etapie Critérium International
- 1. miejsce w Grand Prix de Denain
- 1. miejsce w mistrzostwach Norwegii (jazda indywidualna na czas)
- 1. miejsce na 6. etapie Eneco Tour
- 1. miejsce na 4., 5. i 7. etapie Tour of Britain

2009
- 1. miejsce w Gandawa-Wevelgem
- 1. miejsce na 7. etapie Giro d’Italia
- 3. miejsce w Tour de Pologne
  - 1. miejsce na 4. i 6. etapie
- 1. miejsce w Eneco Tour
  - 1. miejsce na 6. i 7. etapie
  -  1. miejsce w klasyfikacji punktowej
- 1. miejsce w mistrzostwach Norwegii (jazda indywidualna na czas)

2010
- 1. miejsce na 7. etapie Tirreno-Adriático
- 1. miejsce w mistrzostwach Norwegii (jazda indywidualna na czas)
- 1. miejsce na 7. etapie Critérium du Dauphiné
- 1. miejsce w Dutch Food Valley Classic
- 2. miejsce w Vattenfall Cyclassics
- 3. miejsce w Eneco Tour
  -  1. miejsce w klasyfikacji punktowej
- 2. miejsce w Grand Prix Cycliste de Québec

2011
- 1. miejsce w mistrzostwach Norwegii (jazda indywidualna na czas)
- 1. miejsce na 1. etapie Dookoła Bawarii
- 1. miejsce na 6. i 17. etapie Tour de France
- 1. miejsce w Eneco Tour
  - 1. miejsce na 6. etapie
  -  1. miejsce w klasyfikacji punktowej
  -  1. miejsce w klasyfikacji młodzieżowej
- 1. miejsce w Vattenfall Cyclassics

2012
- 7. miejsce w Tour Down Under
  -  1. miejsce w klasyfikacji sprinterskiej
- 1. miejsce na 3. etapie Tirreno-Adriático
- 1. miejsce na 3. etapie Critérium du Dauphiné
- 1. miejsce w mistrzostwach Norwegii (wyścig ze startu wspólnego)
- 1. miejsce w GP Ouest-France
- 1. miejsce w Dookoła Norwegii
  - 1. miejsce na 4. etapie
- 2. miejsce w mistrzostwach świata (wyścig ze startu wspólnego)
- 3. miejsce w Dookoła Pekinu
  -  1. miejsce w klasyfikacji punktowej

2013
- 9. miejsce w E3 Prijs Vlaanderen
- 1. miejsce w Dookoła Norwegii
  - 1. miejsce na 4. etapie
- 1. miejsce na 3. etapie Critérium du Dauphiné
- 1. miejsce w mistrzostwach Norwegii (jazda indywidualna na czas)
- 3. miejsce w mistrzostwach świata (wyścig drużynowy na czas)

2014
- 3. miejsce w Omloop Het Nieuwsblad
- 2. miejsce w Japan Cup

2015
- 1. miejsce w Tour of Britain
- 1. miejsce w mistrzostwach Norwegii (wyścig ze startu wspólnego)
- 1. miejsce w mistrzostwach Norwegii (jazda indywidualna na czas)

2016
- 1. miejsce na 4. etapie Critérium du Dauphiné
  -  1. miejsce w klasyfikacji punktowej
- 1. miejsce w mistrzostwach Norwegii (wyścig ze startu wspólnego)
- 1. miejsce w mistrzostwach Norwegii (jazda indywidualna na czas)
- 1. miejsce na 7. etapie Eneco Tour

2017
- 1. miejsce w Tour des Fjords
- 1. miejsce w Dookoła Norwegii
- 1. miejsce na 19. etapie Tour de France
- 2. miejsce w Tour of Britain
  - 1. miejsce na 8. etapie

2018
- 1. miejsce w mistrzostwach Norwegii (jazda indywidualna na czas)

2019
- 1. miejsce na 1. etapie Volta a la Comunitat Valenciana
- 1. miejsce na 1. etapie Critérium du Dauphiné

2022
- 3. miejsce w mistrzostwach Norwegii (start wspólny)

2023
- 3. miejsce w Gran Premio Valencia

## Rankingi
| Rok                | 2008 | 2009 | 2010 | 2011 | 2012 | 2013 | 2014 | 2015 | 2016 | 2017 | 2018 | 2019 | 2020 | 2021 | 2022 | 2023 |
| ------------------ | ---- | ---- | ---- | ---- | ---- | ---- | ---- | ---- | ---- | ---- | ---- | ---- | ---- | ---- | ---- | ---- |
| UCI ProTour        | 96.  |      |      |      |      |      |      |      |      |      |      |      |      |      |      |      |
| UCI World Calendar |      | 6.   | 17.  |      |      |      |      |      |      |      |      |      |      |      |      |      |
| UCI World Tour     |      |      |      | 11.  | 11.  | 88.  | 202. |      | 69.  | 74.  | 76.  |      |      |      |      |      |
| World Ranking      |      |      |      |      |      |      |      |      | 28.  | 45.  | 82.  | 209. | 364. | 889. | 249. | 389. |
| UCI Europe Tour    |      |      |      |      |      |      |      | 4.   | 59.  | 14.  | 106. | 175. | 298. | 679. | 202. | -    |
| UCI Asia Tour      |      |      |      |      |      |      |      | 358. | 4.   | -    | -    |      |      |      |      |      |
| UCI America Tour   |      |      |      |      |      |      |      | 421. | -    | -    | -    |      |      |      |      |      |
|                    |      |      |      |      |      |      |      |      |      |      |      |      |      |      |      |      |
| Źródło: UCI        |      |      |      |      |      |      |      |      |      |      |      |      |      |      |      |      |